# Cserszky Antal
Cserszky Antal (1779 – 1834) orvos.

## Élete
A Bereg megyei munkácsi s szentmiklósi uradalmak főorvosa, több vármegyék táblabirája. December utolsó napján temették el Munkácson.

## Munkái
A marhadög leirása. Debreczen, 1829. (Sztankó Jánossal együtt.)
Kéziratban: Az orvoslás és gyógyítás szóbeli értelmekről (1823.) censurai példánya az Országos Széchényi Könyvtárban.
Cikkei: A cholera Beregmegyében és útmutatás a patikai vizsgálatra. (Orvosi Tár 1832.) A mérges állatokról. (Uo. 1833.)